# Theeb
Theeb (àrab: ذيب, Ḏīb) és una pel·lícula jordana de 2014 escrita i dirigida per Naji Abu Nowar. Es centra en la vida de Theeb, un jove beduí que sobreviu al desert de Wadi Rum, al sud de Jordània. La trama de la pel·lícula es desenvolupa en el front de l'Orient Mitjà, durant la Primera Guerra Mundial i a la vetlla de la rebel·lió Àrab. La pel·lícula, en la qual hi participen actors no professionals de la comunitat buduina del sud de Jordània, ha estat titllada de western beduí i de pertanyent al gènere coming-of-age.
Theeb fou presentada el setembre de 2014 a la 71a edició del Festival Internacional de Cinema de Venècia, a la secció horitzons, en la qual Abu Nowar va guanyar el premi a la millor direcció. La pel·lícula també fou nominada a la 88a edició dels Premis Oscar en la categoria de millor pel·lícula de parla no anglesa, convertint-se en el primer film jordà en aconseguir una nominació. Així mateix, a la 69a edició dels Premis BAFTA, fou nominada a la categoria de millor pel·lícula de parla no anglesa i a la categoria millor director, guionista o productor britànic novell.

## Argument
És l'any 1916 i Hussein i Theeb són dos germans pertanyents a la tribu Huwaytat que recentment s'han quedat orfes. Pertanyen a una família de guies de hajj i estan acostumats a portar una vida nòmada. Una nit, el seu campament rep la visita d'Edward, un oficial britànic, acompanyat d'un àrab anomenat Marji. L'oficial porta una caixa de fusta, la qual es rumoreja que conté or, fet que desvetlla la curiositat de Theeb.
Els visitats demanden a Hussein de guiar-los fins a una font ubicada a la ruta dels pelegrins, prop de l'estratègic ferrocarril del Hijaz. Al campament, els homes avisen que el camí està farcit de bandits però Hussein accedeix a la petició dels visitants. Un dia després d'haver marxat, Theeb atrapa el grup guiat pel seu germà, al qual ha desobeït a les seves ordres de restar al campament.
Un cop arribats a la font, s'adonen que l'aigua està contaminada per sang de cossos esquarterats. També, s'adonen que estan sent observats per un grup d'homes que els segueix a la distància. Edward obliga a Hussein a guiar-los a la pròxima font, on els espera una emboscada en la qual l'oficial britànic i el seu acompanyant àrab són abatuts a trets. Hussein i Theeb aconsegueixen amagar-se i a la nit inicien la fugida però els bandits assassinen a Hussein en l'intent. Theeb cau a la font al voler escapar-se i aconsegueix així fugir. Al següent dia, enterra amb la sorra del desert al seu germà mort.
Després d'haver deambulat molt, Theeb es topa amb un camell que transporta a un home inconscient. Es tracta de Hassan, un mercenari greument ferit i responsable de la massacre a la font. Malgrat la seva enemistat, ambdós s'adonen que es necessiten l'un a l'altre per tal de sobreviure.
Montats a camell, la parella es dirigeix cap a l'estació de tren otomana. Pel camí, aconsegueixen deslliurar-se d'un grup d'àrabs revolucionaris a la recerca de l'oficial britànic, el qual havia acordat amb ells portar a terme un atac contra els otomans a l'estació.
Ja arribats a l'estació, s'adonen que està plena de cadàvers d'àrabs revolucionaris, els quals havien estat esperant en va a l'oficial britànic, que en la seva caixa de fusta guardava un detonador per fer explotar el ferrocarril. Hassan ven les pertinences de l'oficial anglès a un cap otomà, la caixa de fusta inclosa. Hassan, al descobrir-ho, decideix venjar al seu germà i mata a Hassan. El cap otomà, en assabentar-se que Hassan havia matat el seu germà, deixa marxar a Theeb, que s'endinsa sol al desert.

## Repartiment
| Intèrpret                      | Personatge   |
| ------------------------------ | ------------ |
| Jacir Eid Al-Hwietat           | Theeb        |
| Hussein Salameh Al-Sweilhiyeen | Hussein      |
| Hassan Mutlag Al-Maraiyeh      | The Stranger |
| Jack Fox                       | Edward       |

## Palmarès
| List of accolades                                            | List of accolades                                           | List of accolades                                                         | List of accolades | List of accolades |
| Premi / FFestival de Cinema                                  | Categoria                                                   | Nominats                                                                  | Resultat          |                   |
| ------------------------------------------------------------ | ----------------------------------------------------------- | ------------------------------------------------------------------------- | ----------------- | ----------------- |
| 88a edició dels Premis Oscar                                 | millor pel·lícula de parla no anglesa                       | Jordània                                                                  | pendent           |                   |
| 69a edició dels Premis BAFTA                                 | millor pel·lícula de parla no anglesa                       | Naji Abu Nowar                                                            | pendent           |                   |
| 69a edició dels Premis BAFTA                                 | millor director, guionista o productor britànic novell      | Naji Abu Nowar, Rupert Lloyd                                              | pendent           |                   |
| 71a edició del Festival Internacional de Cinema de Venècia   | Millor director (secció Horitzons)                          | Naji Abu Nowar                                                            | Guanyador         |                   |
| 71a edició del Festival Internacional de Cinema de Venècia   | Millor pel·lícula (secció Horitzons)                        | Naji Abu Nowar                                                            | Nominat           |                   |
| Festival Internacional de Cinema de Pequín                   | Millor fotografia per un director novell                    | Naji Abu Nowar                                                            | Guanyador         |                   |
| Festival Internacional de Cinema Independent de Buenos Aires | Millor pel·lícula                                           | Naji Abu Nowar                                                            | Nominat           |                   |
| 43a edició del Festival Internacional de Cinema de Belgrad   | Millor pel·lícula                                           | Naji Abu Nowar                                                            | guanyadora        |                   |
| 43a edició del Festival Internacional de Cinema de Belgrad   | Millor guió                                                 | Naji Abu Nowar, Bassel Ghandour                                           | guanyadors        |                   |
| Festival Internacional de Cinema de Dubai                    | Millor pel·lícula del món àrab                              | Naji Abu Nowar                                                            | Guanyadora        |                   |
| Festival Internacional de Cinema de Dubai                    | Premi FIPRESCI pel millor guió                              | Naji Abu Nowar                                                            | Guanyador         |                   |
| Festival de Cinema d'Abu Dhabi                               | Millor pel·lícula del món àrab                              | Naji Abu Nowar                                                            | Guanyador         |                   |
| Festival de Cinema d'Abu Dhabi                               | Millor guió                                                 | Naji Abu Nowar                                                            | Guanyador         |                   |
| Festival de Cinema d'Abu Dhabi                               | Competició Nous Horitzons                                   | Naji Abu Nowar                                                            | Nominat           |                   |
| 32a edició del Festival Internacional de Cinema de Miami     | Premi Jordan Alexander Ressler al millor guió               | Naji Abu Nowar                                                            | Guanyador         |                   |
| Festival Internacional de Cinema del Caire                   | Premi del Jurat a la millor fotografia i direcció artística | Naji Abu Nowar                                                            | Guanyador         |                   |
| Premis Asia Pacific Screen                                   | Millor pel·lícula novella (Best Youth Feature Film)         | Naji Abu Nowar, Bassel Ghandour, Rupert Lloyd, Nasser Kalaj, Laith Majali | Nominats          |                   |
| Festival Internacional de Cinema de Las Palmas               | Premi del públic                                            | Naji Abu Nowar                                                            | Guanyador         |                   |
| Festival Internacional de Cinema de Pequín                   | Millor primer pel·lícula                                    | Naji Abu Nowar                                                            | Guanyador         |                   |
| Festival de Cinema de Londres                                | Millor primera pel·lícula                                   | Naji Abu Nowar                                                            | Guanyador         |                   |
| Festival de Cinema Àrab de Malmö                             | Millor pel·lícula                                           | Naji Abu Nowar                                                            | Guanyador         |                   |
| Camerimage                                                   | Millor director novell                                      | Naji Abu Nowar                                                            | Guanyador         |                   |
| Festival de Cinema de Glasgow                                | Premi del públic                                            | Naji Abu Nowar                                                            | Guanyador         |                   |
| Festival Internacional de Cinema de Fribourg                 | Grand Prix                                                  | Naji Abu Nowar                                                            | Guanyador         |                   |
| Festival de Cinema de Múnic                                  | Millor pel·lícula d'un director novell                      | Naji Abu Nowar                                                            | Guanyador         |                   |